# Batalla de Petsamo
La batalla de Petsamo se libró entre las tropas finlandesas y las soviéticas en el área de Petsamo, en el extremo norte de Finlandia, en 1939 y 1940. Las tropas finlandesas estaban ampliamente superadas en número y fueron finalmente obligadas a retirarse, aunque lograron contener a los soviéticos más de lo previsto y causarles serias bajas en su avance, gracias al terreno y el clima extremo.

## Orden de la batalla

### Finlandia
Las tropas de Finlandia estuvieron formadas por la 10.ª Compañía Independiente (10.Er.K) en Parkkina y la 5.ª Batería Independiente (5.Er.Ptri) en Liinakhamari. Las compañía y la batería no pertenecía a ninguna división específica del Ejército finlandés y podrían ser colocadas en formaciones especiales. Las tropas formaban parte del Grupo de Laponia (Lapin Ryhmä) del Ejército finlandés, que tenía su sede en Rovaniemi. Las tropas fueron reforzadas más tarde con la 11.ª Compañía Independiente y una tercera compañía que no formaba parte de los planes de movilización original. También el pequeño 11.º Grupo de Reconocimiento (Tiedusteluosasto 11) se agregó a las tropas. Todas ellas se unieron en el Destacamento Pennanen (Osasto Pennanen) tras poner a su mando al capitán Antti Pennanen.

### Unión Soviética
La Unión Soviética tenía el 14º Ejército en la península de Kola, compuesto de tres divisiones, la 52.º, la 104.º y la 14º. Solo las divisiones 104.º y 52.º tomaron parte en las operaciones en Petsamo. Los soviéticos tenían una superioridad abrumadora de tropas de la zona.

## La batalla
Elementos de la 104.ª División cruzaron la frontera el 30 de noviembre de 1939 y ocuparon la parte finlandesa de la Península Rybachi. El 242.º Regimiento de Infantería de la 104.ª División alcanzó Parkkina el 1 de diciembre. Las tropas finlandesas se retiraron a Luostari. La 52.ª División se trasladó a Petsamo en barco; La 52.ª se hizo cargo del ataque de la 104.º, y el Destacamento Pennanen retrocedió hasta Höyhenjärvi hasta que el ataque fue detenido el 18 de diciembre. Durante los dos meses siguientes, las fuerzas soviéticas se detuvieron. Durante este tiempo, las tropas finlandesas de reconocimiento y varios grupos guerrilleros hicieron incursiones tras las líneas enemigas. Después de la pausa de dos meses el avance soviético continuó y esta vez los ataques del 25 de febrero obligaron a las tropas finlandesas a retirarse a Nautsi, cerca del lago Inari. Aquí las tropas se mantuvieron hasta el final de la guerra.

## La paz
En el Tratado de Paz de Moscú, Finlandia se vio obligada a ceder partes de su territorio a la Unión Soviética, incluyendo la península Rybachi (Kalastajasaarento) en el extremo norte de Petsamo. La Unión Soviética mantendría la zona de Petsamo hasta después de la Guerra de Continuación.